# Henrik Lönnberg
Henrik Lönnberg, född 22 september 1860 i Järbo församling, Gävleborgs län, död 22 februari 1939 i Danderyds församling, Stockholms län, var en svensk folkmusiker och riksspelman.

## Upptecknade låtar
- Polska "Färnebobruden".
- Polska efter Skoglund.
- Polska "Rikorpis låten".
- Polska efter Skoglund.
- Polska efter Skoglund.
- Polska efter Skoglund.

Henrik Lönnberg vid Riksspelmansstämman på Skansen 1910.

- Polska "Med på Klövsa" efter Skoglund.
- Polska efter Skoglund.
- Polska efter Skoglund.
- Polska efter Skoglund.
- Polska efter Skoglund.
- Polska efter Skoglund.
- Polska (Mazurka) efter Berg.
- Polska efter Berg.
- Polska efter Berg.
- Vals efter Berg.
- Vals efter Skoglund.
- Vals efter Skoglund.
- Vals efter Skoglund.
- Vals efter Skoglund.
- Brudmarsch efter Skoglund.
- Vals efter Liljenmark.
- Polska.
- Polska efter Skoglund.
- Brudpolska efter Skoglund.
- Polska efter Skoglund.
- Brudmarsch efter Berg.